# 埃斯本鎮區 (朱厄爾縣)
埃斯本鎮區（英語：Esbon Township）為位在美國堪薩斯州朱厄爾縣的鎮區。2010年美国人口普查中該鎮區人口有155人。

## 地理
埃斯本鎮區涵蓋面積92.83平方（35.84平方英里），其中0.08平方公里或0.09%為水域。

### 城市
- 埃斯本

### 鄰近鎮區
- 朱厄爾縣
  - White Mound鎮區（北）
  - 布法羅鎮區（東北）
  - 鎮區（東）
  - 愛奧尼亞鎮區（東南）
  - 鎮區（南）
- 史密斯縣
  - 韋伯斯特鎮區（西南）
  - 奧克鎮區（西）
  - 懷特羅克鎮區（西北）

### 墓園
此鎮區有3座墓園：埃斯本墓園（Esbon Cemetery）、普雷里霍姆墓園（Prairie Home Cemetery）以及聖伊麗莎白墓園（Saint Elizabeth Cemetery）。

### 主要公路
- 36号美国国道

## 外部連結
- U.S. Board on Geographic Names (GNIS)（页面存档备份，存于）
- United States Census Bureau cartographic boundary files（页面存档备份，存于）
- US-Counties.com
- City-Data.com （页面存档备份，存于）